# Kumla
Kumla je městská oblast v kraji Örebro ve Švédsku. Žije zde přibližně 18 tisíc obyvatel.

## Geografie
Kumla se nachází přibližně 15 kilometrů jižně od sousedního města Örebro a se svým o dost větším sousedem je spojena vlakovou a autobusovou dopravou. Tři ze čtyř největších jezer v zemi jsou do hodiny jízdy od města. Je to neobvykle rovinaté město, protože se nachází uprostřed takzvané Närkeské roviny. V okolí je převážně zemědělská krajina.

## Doprava
Kumla je propojena s několika silnicemi, včetně dálnice E20, která prochází západně od města a také skrz Örebro. Je to nejrychlejší cesta do Göteborgu a Stockholmu. Kumlou také procházejí silnice 51 (z Norrköpingu) a 52 (z Nyköpingu).
Kumla má vlakové nádraží na trase Stockholm-Göteborg, kterou řídí SJ.

## Dějiny
Kumla byla tradičně známá jako město ševců s historií sahající až do první poloviny 19. století. Tuto historii připomíná Muzeum obuvnického průmyslu s drobnou výrobnou obuvi.
Kumla získala titul města v roce 1942, ale od roku 1971 je sídlem větší obce Kumla.

## Věznice
Kumla je známá svou věznicí (Kumlaanstalten, běžně známá jako „bunkr“), která je největší v zemi. Byla otevřena v roce 1965 a v současné době pojme 333 vězňů mužského pohlaví s podobně velkým personálem. Je určena pro „obtížné“ vězně a pro osoby na začátku doživotního trestu. Je to jedna ze tří švédských věznic, kde se nacházejí nejznámější a nejnebezpečnější vězni.

## Významní lidé
- Marcus Ericsson (1990–), závodní jezdec, vítěz 500 mil Indianapolis 2022
- Pierre Bengtsson (1988–), fotbalista
- Fredrik Ekblom (1970–), závodní jezdec
- Håkan Nesser (1950–), autor
- Peter Stormare (1953–), herec, narodil se v Kumle, ale vyrostl v Arbre

## Galerie

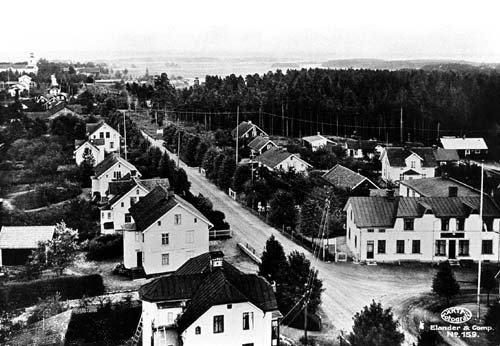
V roce 1920 byla Kumla ještě malé město
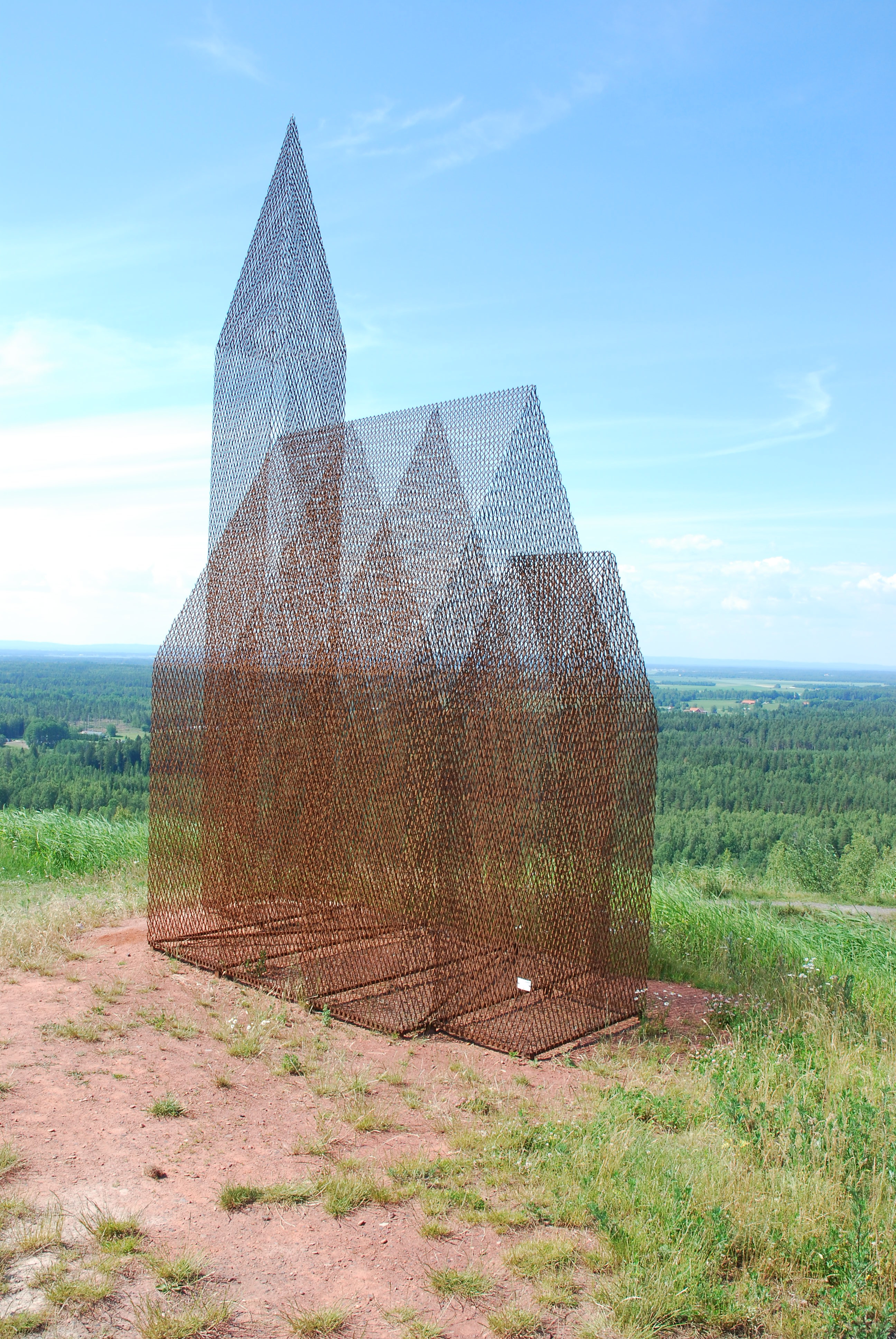
Umělecké dílo „Absit Omen“ od švédského umělce Kenta Karlssona umístěné na stálé výstavě „Konst på hög“ v Kumle
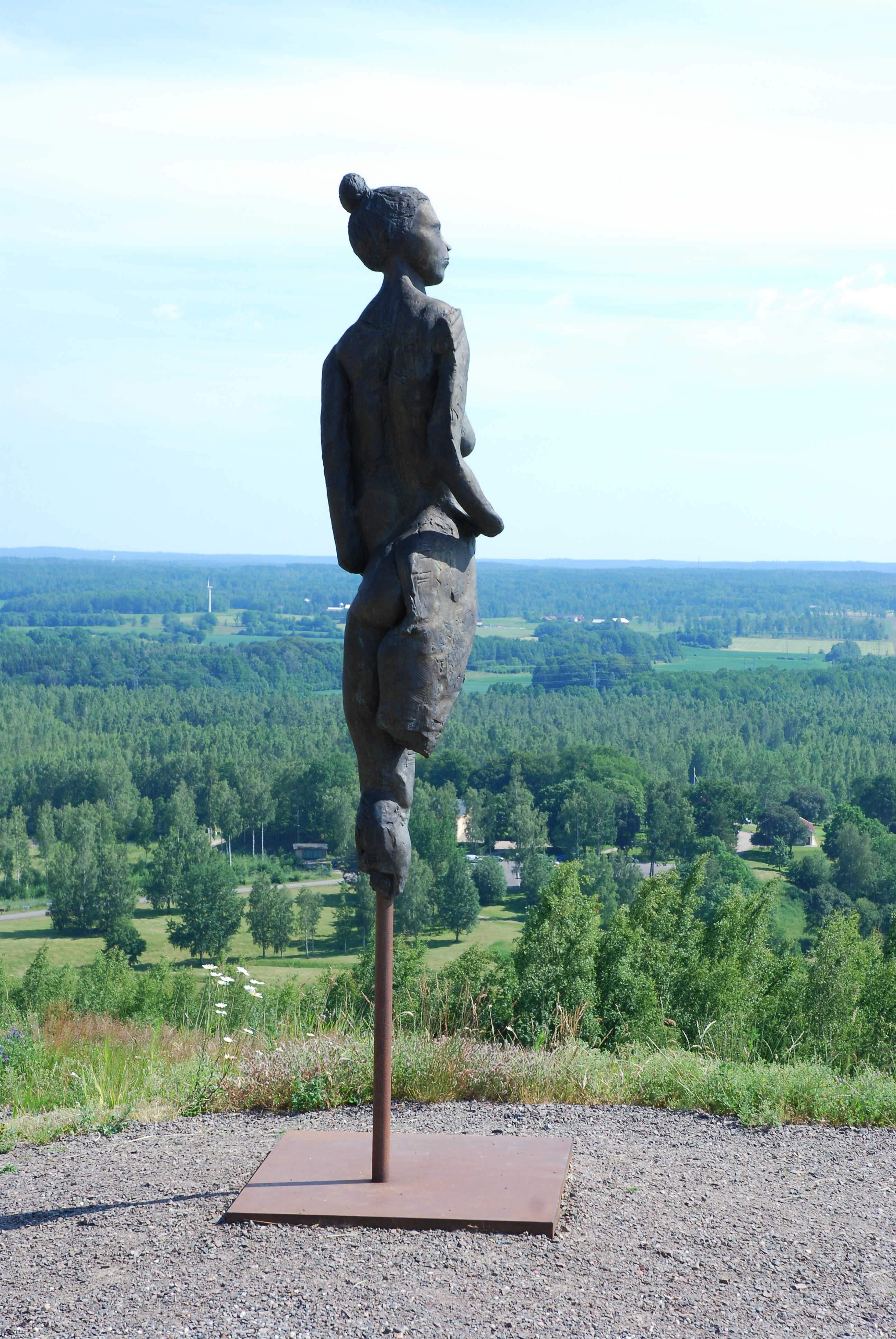
„Karyatid“ od Richarda Brixela, na stejné výstavě